# Équipe du Portugal de football au Championnat d'Europe 2016
Cet article relate le parcours du équipe du Portugal de football lors du Championnat d'Europe de football 2016 organisé en France du 10 juin au 10 juillet 2016.

## Contexte
La sélection portugaise est en pleine reconstruction après le fiasco de la coupe du monde 2014 et l'élimination prématurée dès le premier tour et le sélectionneur Paulo Bento ne fait pas l'unanimité. C'est toutefois lui qui dirige l'équipe pour son premier match de qualification à l'Euro 2016 face à l'Albanie le 7 septembre 2014, match qui sera finalement perdu 1-0 alors que l'équipe ne produit plus aucun jeu. Bento sera remercié 4 jours plus tard. Fernando Santos dit "l'ingénieur" est nommé à sa succession et doit relancer le Portugal dans le groupe I. Son premier match à la tête de la Seleçao l'opposera à l'équipe de France au Stade de France et se conclura par une défaite (2-1), l'équipe portugaise a toutefois retrouvé des couleurs et a produit plus de jeu que lors de ses précédentes sorties. À la suite de cette défaite, Santos dira qu'il sera de retour au Stade de France le 10 juillet 2016 (jour de la finale) et qu'il "[sera] reçu en fête" au Portugal le lendemain. Le sélectionneur fait des paris forts en ne sélectionnant plus des joueurs en fin de cycle (Miguel Veloso, Raul Meireles, Hélder Postiga...), intégrant de nombreux jeunes à son effectif (Anthony Lopes, Renato Sanches, Rafa, Raphaël Guerreiro, João Mario...), rappelant d'anciens cadres (Ricardo Quaresma, Ricardo Carvalho) et même parfois des joueurs qu'il a lui-même mis sur la touche (Miguel Veloso). Ces choix s'avèrent payants car le Portugal finira premier de son groupe avec une seule défaite au compteur (face à l'Albanie sous la direction de Paulo Bento) en dominant notamment le Danemark (0-1; 1-0), l'Arménie (1-0; 2-3), la Serbie (2-1, 1-2) et l'Albanie (0-1). Ses seules défaites lors de cette période auront lieu lors de matchs amicaux face au Cap-Vert (0-2), face à la France (0-1), la Russie (1-0) et la Bulgarie (0-1). Toujours en match amicaux, le Portugal sortira toutefois victorieux d'un match de gala face à l'Argentine à Old Trafford (victoire 1-0), battra l'Italie (0-1), Luxembourg (0-2) et la Belgique (2-1) quelques jours après les attentats de Bruxelles. L'équipe retrouve un niveau de jeu à la hauteur des attentes mais montre parfois quelques signes de fragilité mentale, parfois incapable de réagir après un but encaissé.

## Effectif
Le 17 mai 2016, le sélectionneur du Portugal Fernando Santos dévoile sa liste de 23 joueurs pré-sélectionnés pour participer à l'Euro.

## Qualifications

### Groupe I
| Rang | Équipe   | Pts | J | G | N | P | Bp | Bc | Diff |  | Résultats (▼ dom., ► ext.) |     |     |     |     |     |
| ---- | -------- | --- | - | - | - | - | -- | -- | ---- |  | -------------------------- | --- | --- | --- | --- | --- |
| 1    | Portugal | 21  | 8 | 7 | 0 | 1 | 11 | 5  | +6   |  | Portugal                   |     | 0-1 | 1-0 | 2-1 | 1-0 |
| 2    | Albanie  | 14  | 8 | 4 | 2 | 2 | 10 | 5  | +5   |  | Albanie                    | 0-1 |     | 1-1 | 0-2 | 2-1 |
| 3    | Danemark | 12  | 8 | 3 | 3 | 2 | 8  | 5  | +3   |  | Danemark                   | 0-1 | 0-0 |     | 2-0 | 2-1 |
| 4    | Serbie   | 4-3 | 8 | 2 | 1 | 5 | 8  | 13 | -5   |  | Serbie                     | 1-2 | 0-3 | 1-3 |     | 2-0 |
| 5    | Arménie  | 2   | 8 | 0 | 2 | 6 | 5  | 14 | -9   |  | Arménie                    | 2-3 | 0-3 | 0-0 | 1-1 |     |

## Matchs de préparation
| Date        | Stade, ville              | Adversaire | Résultat | Buteurs portugais                                                                                           |
| 29 mai 2016 | Estádio do Dragão, Porto  | Norvège    | 3 - 0    | Quaresma (13e), Guerreiro (65e) et Éder (71e)                                                               |
| 2 juin 2016 | Stade de Wembley, Londres | Angleterre | 0 - 1    | Pas de buteur                                                                                               |
| 8 juin 2016 | Estádio da Luz, Lisbonne  | Estonie    | 7 - 0    | Cristiano Ronaldo (36e, 45e), Quaresma (39e, 77e), Danilo Pereira (55e), Karol Mets (61e - CSC), Éder (80e) |

## Phase finale

### Premier tour
Le Portugal se trouve dans le groupe F avec l'Autriche, l'Islande et la Hongrie.
Le Portugal se qualifie pour les huitièmes de finale de l'Euro en tant que meilleur troisième avec trois matches nuls : 1-1 contre l'Islande, 0-0 contre l'Autriche et 3-3 contre la Hongrie.
| Rang | Équipe   | Pts | J | G | N | P | Bp | Bc | Diff |
| ---- | -------- | --- | - | - | - | - | -- | -- | ---- |
| 1    | Hongrie  | 5   | 3 | 1 | 2 | 0 | 6  | 4  | +2   |
| 2    | Islande  | 5   | 3 | 1 | 2 | 0 | 4  | 3  | +1   |
| 3    | Portugal | 3   | 3 | 0 | 3 | 0 | 4  | 4  | 0    |
| 4    | Autriche | 1   | 3 | 0 | 1 | 2 | 1  | 4  | -3   |

     Équipes directement qualifiées ;      Équipe qualifiée en tant que meilleure 3e ; Pts : points ; J : matchs joués ; G : matchs gagnés ; N : matchs nuls ; P : matchs perdus ;

Bp : buts pour ; Bc : buts contre ; Diff : différence de buts.
| Match 12                                             | Portugal          | 1 - 1   | Islande                         | Stade Geoffroy-Guichard, Saint-Étienne        |                                               |
| 14 juin 2016 · 21 h CEST · Historique des rencontres | ( Gomes) Nani 31e | (1 - 0) | 50e B. Bjarnason (Guðmundsson ) | Spectateurs : 38 742 Arbitrage : Cüneyt Çakır | Spectateurs : 38 742 Arbitrage : Cüneyt Çakır |
| 14 juin 2016 · 21 h CEST · Historique des rencontres | Rapport           |         |                                 | Spectateurs : 38 742 Arbitrage : Cüneyt Çakır | Spectateurs : 38 742 Arbitrage : Cüneyt Çakır |

| Match 24                                             | Portugal | 0 - 0   | Autriche | Parc des Princes, Paris                         |                                                 |
| 18 juin 2016 · 21 h CEST · Historique des rencontres |          | (0 - 0) |          | Spectateurs : 44 291 Arbitrage : Nicola Rizzoli | Spectateurs : 44 291 Arbitrage : Nicola Rizzoli |
| 18 juin 2016 · 21 h CEST · Historique des rencontres | Rapport  |         |          | Spectateurs : 44 291 Arbitrage : Nicola Rizzoli | Spectateurs : 44 291 Arbitrage : Nicola Rizzoli |

| Match 34                                             | Hongrie                      | 3 - 3   | Portugal                                                                  | Parc Olympique lyonnais, Décines-Charpieu        |                                                  |
| 22 juin 2016 · 18 h CEST · Historique des rencontres | Gera 19e · Dzsudzsák 47e 55e | (1 - 1) | 42e Nani (Ronaldo ) · 50e Ronaldo (João Mário ) · 62e Ronaldo (Quaresma ) | Spectateurs : 55 514 Arbitrage : Martin Atkinson | Spectateurs : 55 514 Arbitrage : Martin Atkinson |
| 22 juin 2016 · 18 h CEST · Historique des rencontres | Rapport                      |         |                                                                           | Spectateurs : 55 514 Arbitrage : Martin Atkinson | Spectateurs : 55 514 Arbitrage : Martin Atkinson |

### Huitième de finale

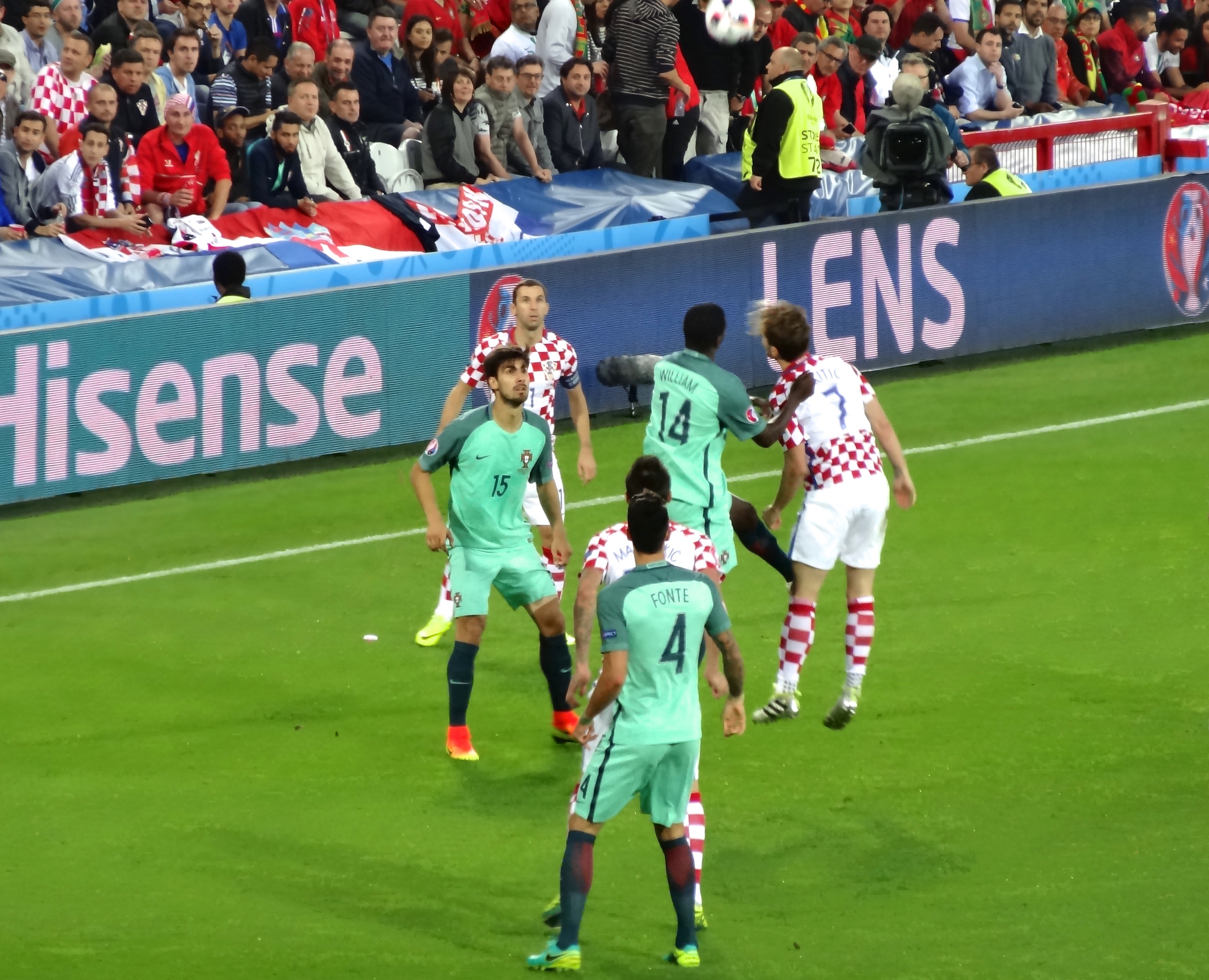
Croatie - Portugal à Lens.

| Match 39                                             | Croatie | 0 - 1 (ap)            | Portugal      | Stade Bollaert-Delelis, Lens                             |                                                          |
| 25 juin 2016 · 21 h CEST · Historique des rencontres |         | (0 - 0, 0 - 0, 0 - 0) | 117e Quaresma | Spectateurs : 33 523 Arbitrage : Carlos Velasco Carballo | Spectateurs : 33 523 Arbitrage : Carlos Velasco Carballo |
| 25 juin 2016 · 21 h CEST · Historique des rencontres | Rapport |                       |               | Spectateurs : 33 523 Arbitrage : Carlos Velasco Carballo | Spectateurs : 33 523 Arbitrage : Carlos Velasco Carballo |

### Quarts de finale
| Match 45                                             | Pologne                                     | 1 - 1 (ap)            | Portugal                                       | Stade Vélodrome, Marseille                   |                                              |
| 30 juin 2016 · 21 h CEST · Historique des rencontres | ( Grosicki) Lewandowski 2e                  | (1 - 1, 1 - 1, 1 - 1) | 33e Sanches (Nani )                            | Spectateurs : 62 940 Arbitrage : Felix Brych | Spectateurs : 62 940 Arbitrage : Felix Brych |
| 30 juin 2016 · 21 h CEST · Historique des rencontres | Rapport                                     |                       |                                                | Spectateurs : 62 940 Arbitrage : Felix Brych | Spectateurs : 62 940 Arbitrage : Felix Brych |
| 30 juin 2016 · 21 h CEST · Historique des rencontres | Lewandowski · Milik · Glik · Błaszczykowski | Tirs au but 3 - 5     | Ronaldo · Sanches · Moutinho · Nani · Quaresma | Spectateurs : 62 940 Arbitrage : Felix Brych | Spectateurs : 62 940 Arbitrage : Felix Brych |

### Demi-finales
| Match 49                                               | Portugal                                       | 2 - 0   | Pays de Galles | Parc Olympique lyonnais, Décines-Charpieu       |                                                 |
| 6 juillet 2016 · 21 h CEST · Historique des rencontres | ( Guerreiro) Ronaldo 50e · ( Ronaldo) Nani 53e | (0 - 0) |                | Spectateurs : 55 679 Arbitrage : Jonas Eriksson | Spectateurs : 55 679 Arbitrage : Jonas Eriksson |
| 6 juillet 2016 · 21 h CEST · Historique des rencontres | Rapport                                        |         |                | Spectateurs : 55 679 Arbitrage : Jonas Eriksson | Spectateurs : 55 679 Arbitrage : Jonas Eriksson |

### Finale
| Finale                                                  | Portugal              | 1 - 0 a. p.           | France | Stade de France, Saint-Denis                      |                                                   |
| 10 juillet 2016 · 21 h CEST · Historique des rencontres | ( Moutinho) Éder 109e | (0 - 0, 0 - 0, 0 - 0) |        | Spectateurs : 75 868 Arbitrage : Mark Clattenburg | Spectateurs : 75 868 Arbitrage : Mark Clattenburg |
| 10 juillet 2016 · 21 h CEST · Historique des rencontres | Rapport               |                       |        | Spectateurs : 75 868 Arbitrage : Mark Clattenburg | Spectateurs : 75 868 Arbitrage : Mark Clattenburg |

| Portugal | France |

| Portugal :      |    |                   |        |     |
|                 |    |                   |        |     |
| Gardien de but  | 1  | Rui Patrício      | 120+3e |     |
|                 | 3  | Pepe              |        |     |
|                 | 4  | José Fonte        | 119e   |     |
|                 | 5  | Raphaël Guerreiro | 95e    |     |
|                 | 7  | Cristiano Ronaldo |        | 25e |
|                 | 10 | João Mário        | 62e    |     |
|                 | 14 | William Carvalho  | 98e    |     |
|                 | 16 | Renato Sanches    |        | 79e |
|                 | 17 | Nani              |        |     |
|                 | 21 | Cédric            | 34e    |     |
|                 | 23 | Adrien Silva      |        | 66e |
| Remplaçants :   |    |                   |        |     |
|                 | 20 | Ricardo Quaresma  |        | 25e |
|                 | 8  | João Moutinho     |        | 66e |
|                 | 9  | Éder              |        | 79e |
| Sélectionneur : |    |                   |        |     |
| Fernando Santos |    |                   |        |     |

| France :         |    |                     |      |      |
|                  |    |                     |      |      |
| Gardien de but   | 1  | Hugo Lloris         |      |      |
|                  | 3  | Patrice Evra        |      |      |
|                  | 7  | Antoine Griezmann   |      |      |
|                  | 8  | Dimitri Payet       |      | 58e  |
|                  | 9  | Olivier Giroud      |      | 78e  |
|                  | 14 | Blaise Matuidi      | 97e  |      |
|                  | 15 | Paul Pogba          | 115e |      |
|                  | 18 | Moussa Sissoko      |      | 110e |
|                  | 19 | Bacary Sagna        |      |      |
|                  | 21 | Laurent Koscielny   | 107e |      |
|                  | 22 | Samuel Umtiti       | 80e  |      |
| Remplaçants :    |    |                     |      |      |
|                  | 20 | Kingsley Coman      |      | 58e  |
|                  | 10 | André-Pierre Gignac |      | 78e  |
|                  | 11 | Anthony Martial     |      | 110e |
| Sélectionneur :  |    |                     |      |      |
| Didier Deschamps |    |                     |      |      |

| Assistants : Simon Beck Jake Collin Quatrième arbitre : Viktor Kassai Arbitres assistants additionnels : Anthony Taylor Andre Marriner (en) Homme du match : Pepe |

## Séjour et hébergement
Durant la compétition, l'équipe de Portugal séjourna à Marcoussis dans l'Essonne dans les installations du Centre national du rugby.